# Erentei
Erentei (chinois simplifié : 额伦特 ; chinois traditionnel : 額倫特 ; pinyin : élúntè) mort le 21 novembre 1718, près de la rivière Salouen au Tibet, est un général mandchou de la Bannière rouge à bordure sous la dynastie Qing, responsable de la garnison de Xi'an. Il meurt avec ses troupes lors d'une expédition pour reconquérir Lhassa pris par les Mongols Oïrats Dzoungars l'année précédente. L'armée est composée de Mandchous et de Huis de Xining.
Déjà affamés et malades du long voyage, ils ne résistent pas au siège que leur imposent les Dzoungars et Tibétains lors de la bataille de la rivière Salouen. Ils se rendent le 20 novembre, les Dzoungars leur promettent de pouvoir retourner par le nord vers l'Empire Qing. Le lendemain, lorsqu'ils sortent, les troupes d'Erentei se font massacrer ou faits prisonniers et Erentei lui-même est tué pendant la bataille.